# Джамалі Вейт
Джамалі Вейт (англ. Jahmali Waite; нар. 24 грудня 1998, Філадельфія) — ямайський футболіст, нападник клубу «Ель-Пасо Локомотив» та національної збірної Ямайки.

## Клубна кар'єра
Народився 24 грудня 1998 року в місті Філадельфія, та є вихованцем футбольної академії клубу «Філадельфія Юніон». На юнацькому рівні виступав за клуби «Ферлі Дікінсон Найтс» та «ЮКонн Хаскіс».
У 2017 році потрапив до клубу «Бетлехем Стіл» але так і не провів у ньому жодної гри.
У професійному футболі дебютував 2019 року виступами за команду «Редінг Юнайтед», в якій сезон, взявши участь у 8 матчах чемпіонату. У 2021 році грав за команду «Оушен Сіті».
22 березня 2022 року підписав контракт з клубом «Піттсбург Рівергаундз».
4 січня 2024 року Джамалі підписав угоду з командою «Ель-Пасо Локомотив».

## Виступи за збірну
Виступав у складі юнацької збірної Ямайки U-17.
У 2022 році Джамалі Вейт дебютував у складі національної збірної Ямайки. У складі збірної був учасником Золотого кубку КОНКАКАФ 2023 та розіграшу Кубка Америки 2024 року у США. Станом на 3 листопада 2024 року зіграв у складі збірної 13 матчів, у яких забитими м'ячами не відзначився.